# Phora carlina
Phora carlina är en tvåvingeart som beskrevs av Schmitz 1930. Phora carlina ingår i släktet Phora och familjen puckelflugor. Inga underarter finns listade i Catalogue of Life.